# Hygiène naturelle infantile
 (juin 2016).
Si vous disposez d'ouvrages ou d'articles de référence ou si vous connaissez des sites web de qualité traitant du thème abordé ici, merci de compléter l'article en donnant les références utiles à sa vérifiabilité et en les liant à la section « Notes et références ».
 (juin 2016).
Améliorez-le ou discutez des points à vérifier. 
 (juin 2016).
Pour les articles homonymes, voir HNI.
L’hygiène naturelle infantile (HNI), connue aux États-Unis sous le nom d’elimination communication (EC), consiste à observer les réactions d'un bébé afin de détecter les signes indiquant qu’il a envie de faire ses besoins (urine et selles), pour lui permettre de se soulager immédiatement dans des toilettes, dans un pot de chambre ou dehors. Cette pratique traditionnelle est utilisée dans de nombreux pays d'Asie, d'Afrique et d'Amérique du Sud, et commence à être utilisée dans les pays occidentaux.
L'HNI permet, dans certains cas, de complètement se passer de couches. Par cette pratique, l'enfant est « propre » quelques mois après sa naissance,. Derrière le mot « propre », il est entendu que l'enfant peut exprimer très clairement son besoin d'éliminer à chaque fois qu'il a envie de faire ses besoins afin d'être porté au-dessus d'un réceptacle dédié à cela.

## Principes généraux
Le bébé exprime dès sa naissance ses besoins de faim, de sommeil ou de contact. Ces signaux sont souvent reconnus et pris en compte par les parents. Bien que ce phénomène soit moins connu en Europe et en Amérique du Nord, un bébé exprime également spontanément par des signaux le besoin d'éliminer.  
L'HNI consiste donc pour les parents à savoir reconnaitre ces signaux, et à y répondre en permettant au bébé d'éliminer. Ses signaux évoluent au fil du temps en fonction de l'enfant, de son âge, mais aussi des parents (par exemple, des parents qui associent un signe ou un son à l'action d'élimination verront leur enfant reprendre ce signe ou ce son pour signaler ce besoin, lorsqu'il sera capable de les faire).  
On considère qu'un enfant même très jeune est capable de se retenir, d'attendre qu'on lui permette d'éliminer lorsqu'il en a exprimé le besoin. L'enfant, en grandissant, parvient à se retenir de plus en plus longtemps. Il évolue naturellement et progressivement vers une situation où il prend tout seul en charge ses besoins en allant sur le pot ou aux toilettes. 
Il n'y a pas vraiment d'étape où l'enfant apprend la propreté. Il est propre et continent depuis sa naissance, mais lorsqu'il est petit et dépendant, il a besoin d'adultes pour lui permettre de se soulager dans un endroit approprié. En pratiquant l'HNI, nous faisons confiance à l'enfant pour nous exprimer son besoin et cette confiance est réciproquement ressentie envers son parent qui le porte « à l'endroit adéquat » par l'enfant. Il peut donc se relâcher en toute sécurité, et en conclut que lorsque le parent répond à son besoin en le portant, et plus tard en l'amenant dans un endroit où il peut éliminer en sécurité et où sa pudeur sera respectée, c'est qu'il peut se permettre de se relâcher grâce à cette sécurité. La différence avec l'apprentissage de la propreté réside sur ce point : l'enfant n'apprend pas à se retenir mais bien à se relâcher dès que son besoin d'éliminer se fait sentir et qu'il est « au bon endroit » pour ça. 

### Punitions et récompenses
Pour les parents pratiquant l'HNI, il n'est à aucun moment question de punir ou récompenser un enfant au sujet de ses besoins. La récompense n'a pas lieu d'être, car signaler ses besoins, les faire et vouloir être autonome est considérée comme étant une chose naturelle pour l'enfant, qui n'a pas besoin d'être suscitée artificiellement ni applaudie. 
Quant à la punition, l'HNI conduit à un renversement de perspective quant à la propreté de l'enfant : lorsqu'un enfant fait ses besoins par terre ou dans ses vêtements, les parents pratiquant l'HNI considèrent souvent qu'ils ont loupé les signaux, et donc ne peuvent en aucun cas en tenir rigueur à l'enfant. Punitions et récompenses mettent toutes deux l'enfant dans une seule et même situation : il cherchera à « faire plaisir » à son parent en faisant quelque chose, et non à continuer de communiquer naturellement ses besoins comme il le fait dès sa naissance si on n'intervient pas « négativement ». 
Si l'enfant ne parvient pas à répondre à la demande du parent, qui serait dans le cas présent d'éliminer au moment et à l'endroit où le parent l'a décidé, il serait en situation d'échec et donc insécure (donc incapable de se relâcher même si un besoin d'éliminer se faisait sentir). En HNI, c'est le parent qui répond à la demande du bébé d'éliminer et non le parent qui demande à l'enfant de faire ses besoins à tel moment (par exemple avant une sortie ou un voyage en voiture). 

## Signaux
Tout le monde est capable de reconnaitre quand un enfant de 4 ou 5 ans a besoin d'uriner : il place sa main sur son sexe et a une position assez identifiable. Un adulte trépigne sur place. Les signaux évoluent en fait depuis la naissance en fonction des capacités de communication et de déplacement de l'enfant. 
Le signal le plus typique et reconnaissable du nourrisson apparait lorsqu'il est porté dans les bras ou en écharpe : il commence par serrer ou agiter les jambes. À l'âge de quelques mois, si sa demande n'est pas prise en considération, et à l'approche de l'élimination, il semble vouloir s'en aller, en poussant sur ses pieds et parfois en grognant : le petit être humain a en effet comme comportement inné de ne pas vouloir faire ses besoins sur la personne qui le porte. Lorsque plus tard, il sera capable de se déplacer et sera posé au sol, ce réflexe se transformera en fuite : l'enfant cherche à quitter l'endroit où il se trouve. Des signaux spontanés plus subtils sont aussi répertoriés chez le nourrisson ou le bébé : froncement des sourcils, pause dans l'activité, agitation, agitation pendant la tétée, regard soutenu… En grandissant, l'enfant dont les parents pratiquent l'HNI exprime de manière de plus en plus claire son besoin d'éliminer : mécontentement affiché, pleurs, déplacement vers le pot, déplacement vers les toilettes, déplacement vers les parents, signe ou son habituellement associé, mots. Il souhaitera aussi prendre de plus en plus en charge lui-même l'élimination proprement dite, jusqu'à l'autonomie complète.

## Avantages

### Écologie et finance
La quantité de couches jetables utilisée pour un enfant est importante et reste une grosse source de déchets et un budget non négligeable des parents. Les couches lavables sont plus intéressantes, mais utilisent de l'eau, de l'énergie et constituent un investissement important. L'HNI est donc une pratique très intéressante du point de vue environnemental et financier.

### Santé
Les érythèmes fessiers et irritations dues aux frottement et/ou à l'atmosphère humide des couches disparaissent. Pas de coliques du nourrissons lorsqu'on pratique l'HNI, puisque celles-ci sont dues au fait que l'enfant fait ses besoins assis ou allongé (donc en position non-physiologique) et dans une couche qui enserre l'abdomen.

### Relation parent-enfant
Pratiquer l'HNI apporte souvent une grande joie aux parents par la communication très précoce qu'elle permet avec son enfant. Il n'y a également plus de tension ou d'inquiétude au sujet de la propreté à un âge plus tardif de l'enfant car l'enfant ayant pratiqué HNI est propre plus tôt.
L'HNI permet donc de répondre plus tôt à un des besoins fondamentaux de l'enfant.

## Critiques et variantes
Certains déclarent que la communauté scientifique n'a jamais vraiment étudié la relation entre la pratique de l'HNI et l'âge à partir duquel l'enfant devient « propre ». De plus, certains pensent que le nourrisson peut ressentir ses besoins dès la naissance, mais d'autres déclarent qu'aucune étude neurologique ne semble s'être penchée sur l'âge minimum nécessaire pour ressentir ses besoins.
Ensuite, certains soulignent que l'apprentissage de la propreté varie notablement d'un enfant à l'autre, que ce qui marche pour un enfant pourrait très bien ne pas fonctionner pour un autre. Cela impliquerait qu'il n'existe pas de « meilleur choix » et que la technique éducative optimale dépend d'un individu à l'autre.
Enfin, une grande disponibilité parentale est souvent nécessaire à la pratique de l'HNI. C'est pourquoi selon le temps disponible, les motivations et d'autres facteurs, elle peut revêtir des formes assez différentes. Elle peut également être pratiquée parallèlement à un usage de couches : certains parents laissent leur enfant porter des couches lavables, qu'ils utilisent comme une culotte à baisser et remettre en fonction des besoins. D'autres utilisent des couches jetables en sécurité mais qui restent le plus possible sèches. D'autres encore laissent les fesses de leur enfant totalement libres, en utilisant par exemple des pantalons fendus tels qu'on en trouve en Asie. La plupart mélangent ces différentes pratiques suivant les circonstances.